# Bastardo (Anna Tatangelo)
Bastardo  è un singolo della cantante italiana Anna Tatangelo,  
primo estratto dall'album Progetto B, pubblicati entrambi il 16 febbraio 2011 dalla Sony.

## Descrizione
Con questo brano la cantante partecipa al Festival di Sanremo 2011 classificandosi al nono posto. Durante l'esibizione l'orchestra è stata diretta da Adriano Pennino.
Il brano, una ballata rock, con testo firmato dalla stessa Tatangelo in coppia con Valentina D'Agostino è la descrizione del classico uomo che conquista la donna per poi abbandonarla. La canzone è stata scritta pensando a una storia finita male, quando la cantante aveva solo 16 anni. Anna Tatangelo l'ha dedicata idealmente "a chi non voleva che facessi la cantante".
In questo caso, la donna sofferente, si rivolge all'uomo al grido di «Voglio dirti quello che sento/farti morire nello stesso momento. Voglio bruciarti con il fuoco che ho dentro, per poi vederti cenere… bastardo».

## Tracce
Download digitale
1. Bastardo – 3:43 (testo: Anna Tatangelo, Valentina D'Agostino – musica: Gigi D'Alessio)

## Cover
Bastardo è cantato successivamente in greco dalla cantante Eleonora Zouganelli, prendendo il titolo di Ta Leme.

## Classifiche
| Classifica (2011) | Posizione massima |
| ----------------- | ----------------- |
| Italia            | 12                |
| Svizzera          | 69                |